# 欧鼩鼱
欧鼩鼱（学名：Sorex sinalis）为鼩鼱科鼩鼱属的动物。在中国大陆，分布于甘肃、陕西、四川等地。该物种的模式产地在陕西风县。